# غابي فينكلر
غابي فينكلر (بالإنجليزية: Gabriel Paul Winkler) هو مجدف أمريكي، ولد في 22 يوليو 1976.

## وصلات خارجية
- غابي فينكلر على موقع الاتحاد الدولي للتجديف (الإنجليزية)